# Trachelipus difficilis
Trachelipus difficilis là một loài chân đều trong họ Trachelipodidae. Loài này được Radu miêu tả khoa học năm 1950.